# Людовик XV
Людови́к XV Улю́блений (фр. Louis XV Le Bien Aimé; 15 лютого 1710 — 10 травня 1774) — король Франції (1715-1774).
В історію він увійшов як король-бабій. Справжню «славу» Людовику XV принесла маркіза де Помпадур. Віддаючи перевагу жінкам перед управлінням державою та військовою справою, він програв Семирічну війну (1756—1763), внаслідок чого Франція втратила низку колоній, зокрема Канаду й острови у Вест-Індії.

## Ранні роки

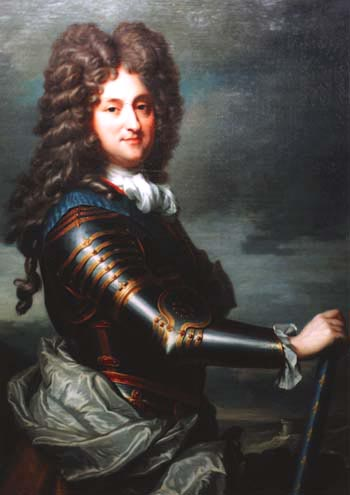
Регент Філіп Орлеанський

Після смерті прадіда, Людовика XIV, 1 вересня 1715, Людовик вступив на престол у віці 5 років. Він взагалі не мав правити, тому що був лише четвертим в черзі на престол. Однак в 1711 році від натуральної віспи помер його дід, єдиний законний син Людовика XIV Людовік «Великий Дофін», а на початку 1712 року від кору один за одним померли батьки маленького Людовика, герцогиня і герцог Бургундські, а потім і його старший 4-річний брат герцог Бретонський. Сам дворічний Людовик вижив лише завдяки наполегливості його виховательки, яка не дала лікарям застосувати до нього сильні кровопускання, які занапастили його старшого брата.
Людовик вступив на трон під опікою регента Філіппа Орлеанського, племінника покійного короля. Зовнішня політика останнього представляла реакцію проти напрямку і політики Людовіка XIV: укладено був союз з Англією, почата війна з Іспанією. Внутрішнє управління ознаменувалося фінансовими негараздами і введенням системи Джона Ло, яка потягнула за собою сильну економічну кризу. Тим часом молодий король виховувався під керівництвом єпископа Флері, який піклувався лише про релігійний бік освіти підопічного, і маршала Вільруа, який намагався прив'язати до себе учня, потураючи всім його примхам. У 1723 році Людовик був оголошений повнолітнім, але влада продовжувала залишатися в руках Філіпа Орлеанського, а по смерті останнього перейшла до герцога Бурбонського. Зважаючи на слабке здоров'я Людовика і побоювання, щоб у разі бездітної його смерті, його дядько, іспанський король Філіп V не виявив претензії на французький престол, герцог Бурбонський поспішив одружити короля на Марії Лещинській, доньці колишнього короля Речі Посполитої Станіслава.

## Уряд кардинала Флері

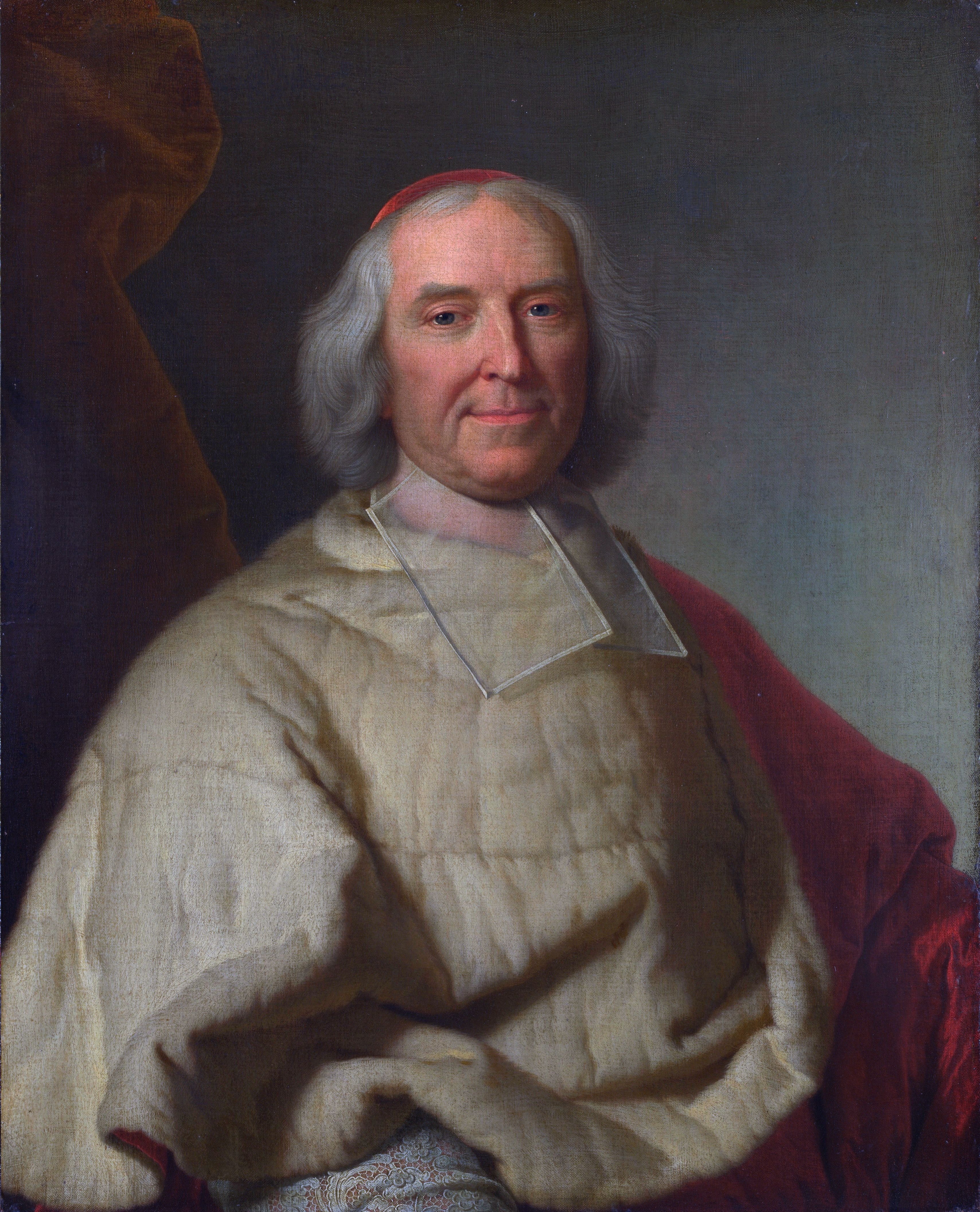
Кардинал Флері

У 1726 році король оголосив, що він бере владу в свої руки, але насправді влада перейшла до кардинала Флері, який керував країною до своєї смерті в 1743 році, намагаючись заглушити в Людовіку всяке бажання займатися політикою.
Правління Флері, який служив знаряддям в руках духовенства, можна охарактеризувати так: усередині країни — відсутність будь-яких нововведень і реформ, звільнення духовенства від сплати повинностей і податків, переслідування протестантів, спроби впорядкувати фінанси і внести велику економію у витратах і неможливість досягти цього зважаючи на повне невігластва міністра в економічних і фінансових питаннях; поза країною — ретельне усунення всього, що могло б повести до кривавих зіткнень, і, попри це, ведення двох руйнівних воєн, за польську спадщину та за австрійську. Перша приєднала до володінь Франції Лотарингію, на престол якої був зведений тесть короля Станіслав Лещинський. Друга, розпочавшись в 1741 за сприятливих умов, велася зі змінним успіхом до 1748 року і закінчилася Аахенським миром, за яким Франція змушена була поступитися супротивнику всіма своїми завоюваннями в Нідерландах, натомість поступилася Філіпу Іспанському Пармою та П'яченцою. У війні за австрійську спадщину Людовик брав участь певний час особисто, але в Меці серйозно захворів. Франція, дуже стривожена  хворобою свого короля, радісно вітала його одужання і прозвала його Улюблений.

## Самостійне правління. Спроба реформ

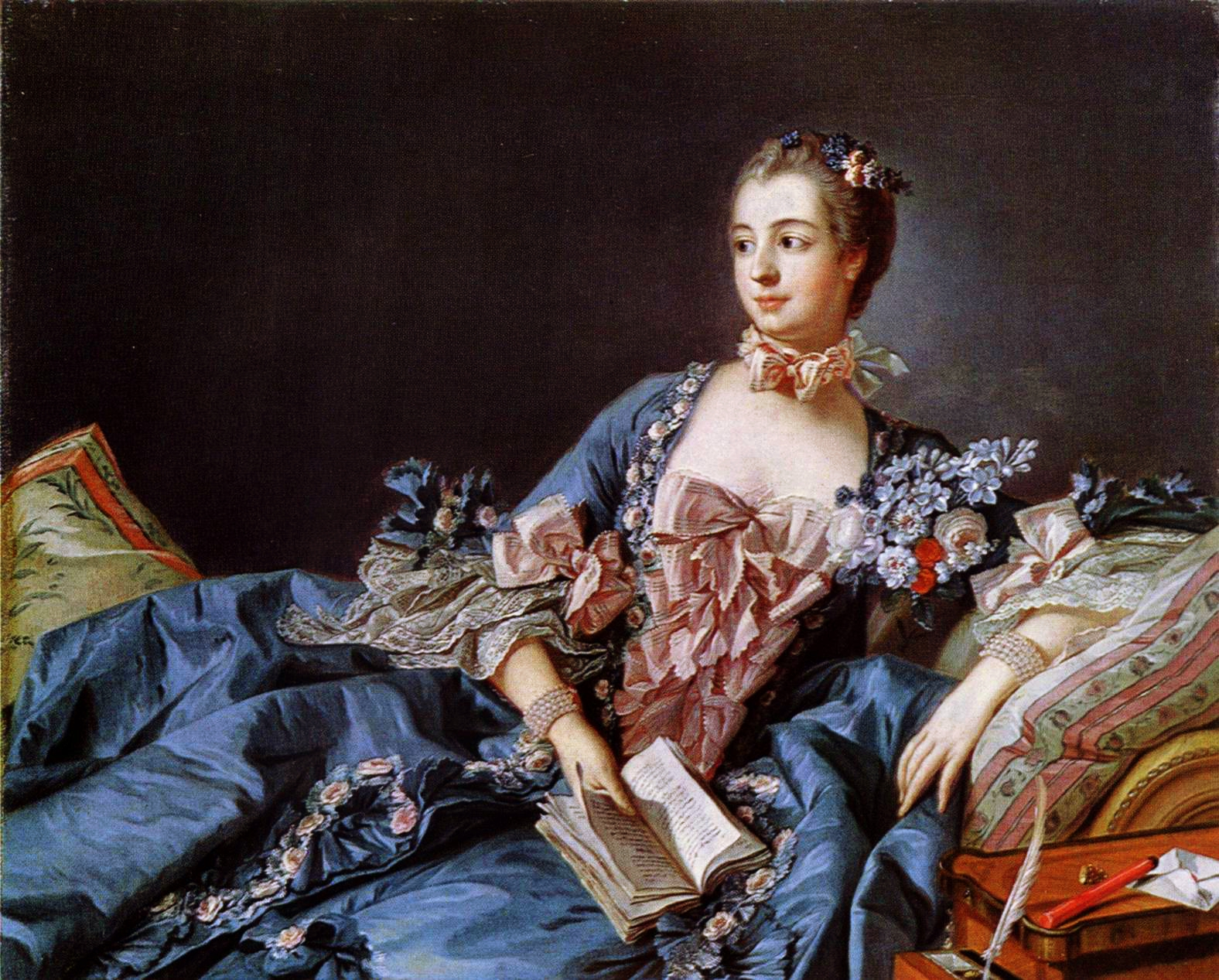
Маркіза де Помпадур

Кардинал Флері помер у 1743 році, на початку Війни за австрійську спадщину, і король, знову заявивши про свій намір самостійно керувати державою, нікого не призначив першим міністром. Зважаючи на нездатність Людовика займатися справами, це призвело до повної анархії: кожен з міністрів управляв своїм міністерством незалежно від товаришів і вселяв володареві найбільш суперечливі рішення. Сам король вів життя деспота, спочатку підкоряючись різним коханкам, а з 1745 року потрапив цілком під вплив маркізи де Помпадур. Більшість паризького населення вороже ставилося до короля.
У 1757 році Робер-Франсуа Дам'єн скоїв замах на життя Людовіка. Тяжкий стан країни навів генерального контролера Машо на думку про реформу у фінансовій системі: він запропонував ввести прибутковий податок (фр. vingtième) на всі стани держави, у тому числі і на духовенство, і утруднити право духовенства купувати нерухоме майно з огляду на те, що володіння церкви звільнялися від сплати всякого роду повинностей. Духовенство повстало одностайно на захист своїх споконвічних прав і постаралося влаштувати диверсію — порушити фанатизм населення переслідуваннями протестантів. Зрештою, проект Машо залишився без виконання.

## Семирічна війна. Політична і фінансова криза
У 1756 році спалахнула Семирічна війна, в якій Людовік став на бік Австрії, традиційної супротивниці Франції, і, незважаючи на локальні перемоги маршала Рішельє, після цілого ряду поразок, отриманих від англійських та прусських військ, змушений був укласти в 1763 році Паризький мир, що позбавив Францію багатьох її колоній (серед них — Індія та Канада) на користь Англії, яка зуміла скористатися невдачами своєї суперниці, щоб знищити її морське значення і зруйнувати французький флот. Франція опустилася до рівня третьорядної держави.
Помпадур, що змінювала на свій розсуд полководців і міністрів, поставила на чолі управління герцога Шуазеля, який умів їй догоджати. Він влаштував сімейний договір між усіма государями Бурбонського дому і переконав короля видати указ про вигнання єзуїтів. Фінансове становище країни було жахливе, дефіцит величезний. Для його покриття були потрібні нові податки, але паризький парламент в 1763 році відмовився їх зареєструвати. Король примусив парламент до цього за допомогою lit de justice (верховенство королівського суду над будь-яким іншим — принцип, згідно з яким, якщо парламент приймає рішення іменем короля, то в присутності самого короля, парламент не має права що-небудь робити. Згідно з приказкою: «Коли король приходить, судді замовкають»). Провінційні парламенти пішли за прикладом паризького: Людовик влаштували другий фр. lit de justice (1766) і оголосив парламенти простими судовими установами, які повинні вважати за честь коритися королю. Парламенти, проте, продовжували чинити опір.
Нова коханка короля, Дюбаррі, заступаючи на місце Помпадур після смерті останньої в 1764 році, провела на місце герцога Шуазеля, який захищав парламенти, д'Егільона, їх лютого супротивника.
У ніч з 19 на 20 січня 1771 року, до всіх членів парламенту були послані солдати з вимогою відповісти негайно (так чи ні) на питання: чи бажають вони коритися наказам короля. Більшість відповіло негативно, другого дня їм було оголошено, що король позбавляє їх посад і виганяє, попри те, що їхні посади були ними куплені, а самих їх вважали незамінними. Замість парламентів були встановлені нові судові установи, але адвокати відмовилися захищати перед ними справи, а народ з глибоким обуренням поставився до насильницьких дій уряду.
Людовик не звертав уваги на народне невдоволення: ізолювавшись у своєму parc aux cerfs (Оленячому парку), він займався виключно своїми інтересами і полюванням, а коли йому вказували на небезпеку, що загрожувала престолу, і на лиха народу, він відповідав: «Монархія протримається ще, поки ми живі», «après nous le déluge» («після нас хоч потоп»). Король помер від натуральної віспи, заразившись нею від молодої дівчини, що хворіла на цю хворобу. Дівчину йому надіслала мадам Дюбаррі.

## Родина

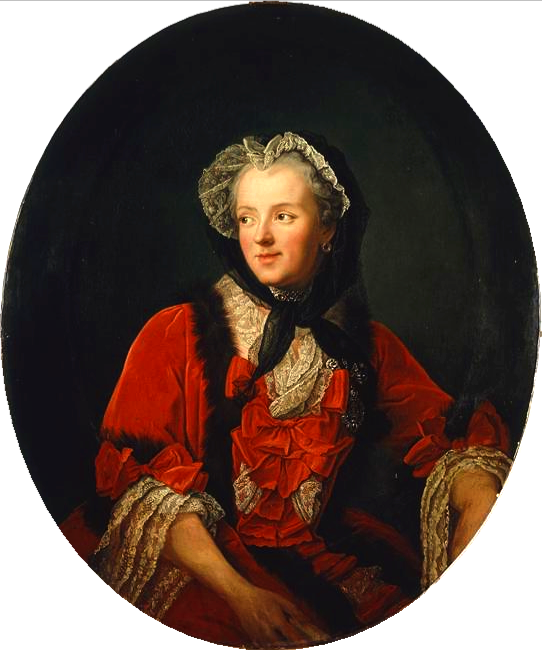
Королева Марія, 1748 рік

Дружина — Марія Лещинська (1703—1768), дочка колишнього короля польського і великого князя литовського Станіслава Лещинського і його дружини Катерини Опалінської.
Діти:
- Марія Луїза Елізабет (1727—1759) — у шлюбі з князем Пармським Філіпом. Мали 3 дітей.
- Ганна Генрієта (1727—1752) — не була одружена, дітей не було.
- Марія Луїза (1728—1733) — померла в дитинстві.
- Людовик Фердинанд (1729—1765) — дофін Франції.
- Пилип Луї Анжуйський (1730—1733) — помер в дитинстві.
- Марія Аделаїда (1732—1800) — не була одружена, дітей не було.
- Марія Луїза Тереза Вікторія (1733—1799) — не була одружена, дітей не було.
- Софія Філіпа Елізабет Жюстина (1734—1782) — не була одружена, дітей не було.
- Марія Тереза Феліція (1736—1744) — померла в дитинстві.
- Марія Луїза (1737—1787) — не була одружена, дітей не було.

## Цікаві факти
Людовик XV став дідусем у віці 31 року. Його перша онучка Ізабелла Пармська народилась 31 грудня 1741.